# بخش مرکزی شهرستان صحنه
بخش مرکزی شهرستان صحنه یکی از بخشهای تابع شهرستان صحنه در استان کرمانشاه در غرب ایران است.

## تقسیمات کشوری
- - بخش مرکزی
  - دهستان خدابنده‌لو
  - دهستان صحنه
  - دهستان گاماسیاب
  - دهستان هجر

شهرها: صحنه

## جمعیت
بنابر سرشماری مرکز آمار ایران، جمعیت بخش مرکزی شهرستان صحنه در سال ۱۳۸۵ برابر با ۵۶۲۳۷ نفر بوده است.